# 丸山 (茨城県桜川市・石岡市)
丸山（まるやま）は、茨城県桜川市と石岡市との境に位置する標高576mの山である。北から御嶽山、雨引山、燕山、加波山、丸山、足尾山、きのこ山、弁天山、筑波山の順に連なる筑波連山北部の山の一つである。
山頂付近には「ウインド・パワーつくば風力発電所」がある。
北側の加波山、或いは南側の足尾山から筑波山連山を縦走してくる登山者が多く、関東ふれあいの道のコースにもなっている。
加波山を中心に丸山や燕山などの周辺は花崗岩（御影石）の産地である。西側の中腹には多くの石切場があり、桜川市（旧真壁町）は石材の町として全国的に知られている。

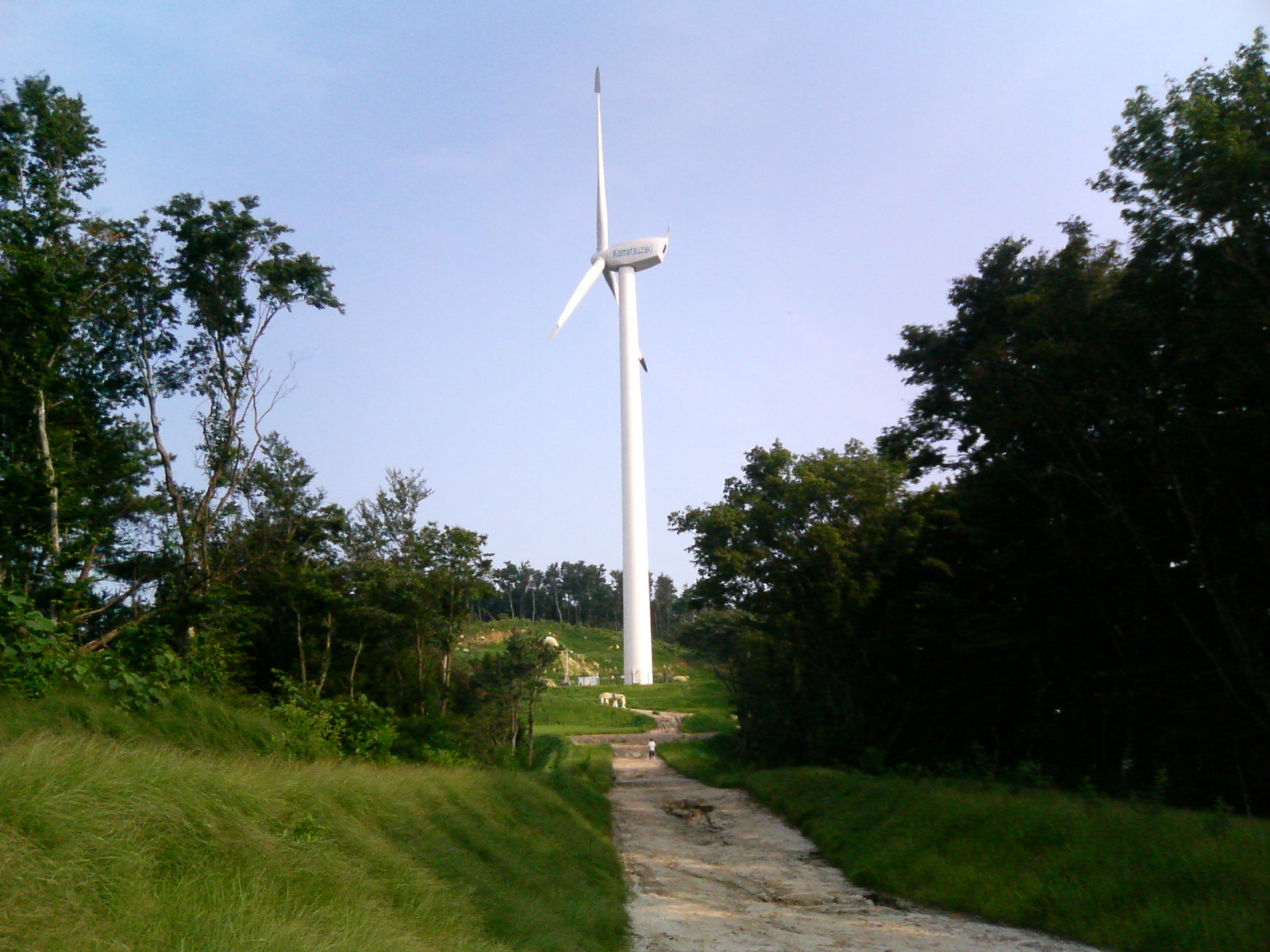
ウインド・パワーつくば風力発電所（2005年7月）

## 関係項目
- 筑波山地